# تاخوئکو
تاخوئکو (به اسپانیایی: Tajueco) یک دهستان در اسپانیا است که در سریا واقع شده‌است.

## خصوصیات
تاخوئکو ۱۸ کیلومترمربع مساحت و ۱۰۹ نفر جمعیت دارد.